# Eleccions legislatives islandeses de 1949
Les eleccions legislatives islandeses de 1949 es van dur a terme el 23 i 24 d'octubre d'aquest any per a escollir als membres de l'Alþingi. El més votat fou el Partit de la Independència i Ólafur Thors fou primer ministre d'Islàndia d'un govern de coalició amb els progressistes.

## Resultats electorals
| Partits                 | Partits                        | Vots   | %     | Escons per cambra | Escons per cambra | Escons per cambra | Escons per cambra |
| Partits                 | Partits                        | Vots   | %     | Baixa             | +/−               | Alta              | +/−               |
| ----------------------- | ------------------------------ | ------ | ----- | ----------------- | ----------------- | ----------------- | ----------------- |
|                         | Partit de la Independència (D) | 28.546 | 39,53 | 13 / 35           | =                 | 6 / 17            | 1                 |
|                         | Partit Progressista (B)        | 17.659 | 24,45 | 11 / 35           | 2                 | 6 / 17            | 2                 |
|                         | Partit Socialista (C)          | 14.077 | 19,49 | 6 / 35            | 1                 | 3 / 17            | =                 |
|                         | Partit Socialdemòcrata (A)     | 11.937 | 16,53 | 5 / 35            | 1                 | 2 / 17            | 1                 |
|                         |                                |        |       |                   |                   |                   |                   |
| Vots vàlids             | Vots vàlids                    | 72.219 | 98,35 |                   |                   |                   |                   |
| Vots blancs i nuls      | Vots blancs i nuls             | 1.213  | 1,65  |                   |                   |                   |                   |
| Total                   | Total                          | 73.432 | 100   | 35                | =                 | 17                | =                 |
| Abstenció               | Abstenció                      | 9.049  | 10,97 |                   |                   |                   |                   |
| Inscrits / participació | Inscrits / participació        | 82.481 | 89,03 |                   |                   |                   |                   |